# Mol
Molul (numit și moleculă-gram atunci când se referă la molecule) este unitatea de măsură fundamentală în SI a cantității de substanță. Simbolul pentru această unitate de măsură este „mol”. Este o unitate adimensională. Molul este definit ca exact 6.02214076×10^23 entități elementare.
Termenul mol este atribuit chimistului german Wilhelm Ostwald, cunoscut pentru lucrările sale în domeniul catalizei, echilibrului chimic și al vitezei de reacție.
Molul este avantajos în locul folosirii maselor sau volumelor pentru exprimarea raporturilor de combinare ale substanțelor în reacțiile chimice și a compoziției elementale a combinațiilor chimice.

## Definiție
1. Molul este cantitatea de substanță dintr-un sistem care conține un anumit număr de entități elementare egal cu numărul de atomi.
2. Când se folosește această unitate de măsură trebuie precizată specia de entități elementare considerate (molecule, atomi, electroni, ioni, alte particule sau grupuri de particule).

### Explicații
Numărul de atomi din 12 g de 12C este egal cu numărul lui Avogadro (6,12214076 × 1023 conform datelor actuale). Considerând definiția numărului lui Avogadro, bazată pe unitatea atomică de masă, molul se poate defini în mod echivalent astfel:
Un mol este cantitatea de substanță a cărei masă exprimată în grame este egală cu masa atomică a acelei substanțe.
De exemplu, fierul  are masa atomică 55,845; prin urmare 1 mol de fier are 55,845 g.
Precizarea speciei de entități elementare este necesară deoarece cantitatea de substanță măsurată în moli depinde de aceasta. De exemplu, 18 grame de apă conțin 1 mol de molecule, dar 3 mol de atomi. În practică însă chimiștii se referă aproape exclusiv la molecule.
Din motive istorice, molul este legat de gram, un submultiplu al unității fundamentale kilogramul. Pentru a evita acest lucru adesea definiția se enunță înlocuind 12 g cu 0,012 kg. De asemenea, anterior a existat și o definiție a kilomolului, bazată pe masa de 12 kg de carbon. În prezent kilomolul este doar un multiplu al molului.